# Atacama Cosmology Telescope

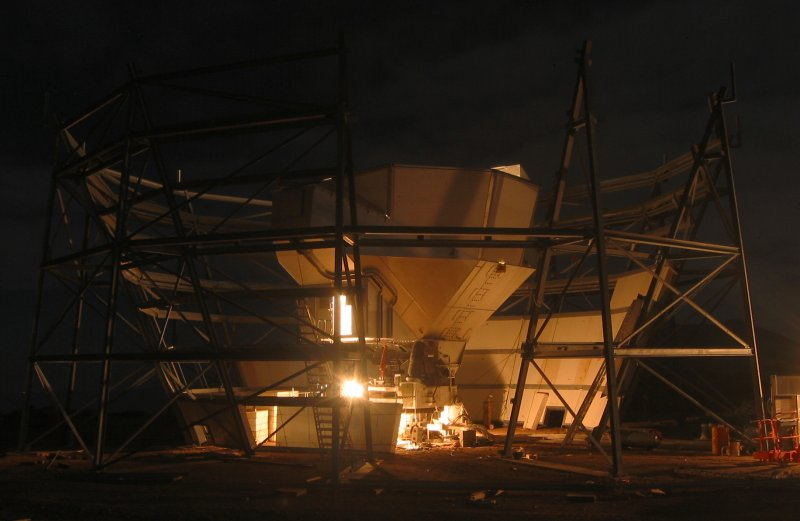
Il telescopio Atacama Cosmology.

Il telescopio Atacama Cosmology (Atacama Cosmology Telescope, abbreviato ACT) è un telescopio da 6 metri situato sul «Cerro Toco» nel deserto Atacama, nel nord del Cile.
È stato progettato per realizzare immagini del cielo in alta risoluzione nella gamma delle microonde, allo scopo di studiare la radiazione cosmica di fondo a microonde. Situato ad un'altitudine di 5.190 metri è uno dei telescopi terrestri permanenti più alti del mondo.
Costruito nella primavera del 2007, iniziò a funzionare il 22 ottobre con la camera a microsensori millimetrici (MBAC) e ha completato la sua prima stagione di osservazioni nel dicembre 2007;  ha cominciato la seconda stagione nel giugno 2008. Il progetto è una collaborazione tra la Princeton University, University of Pennsylvania, NASA/GSFC, University of British Columbia, NIST, Pontificia Universidad Católica de Chile, università di KwaZulu-Natal, Cardiff University, Rutgers University, University of Pittsburgh, Columbia University, Haverford College, INAOE, LLNL, NASA/JPL, University of Toronto, università di Città del Capo, università del Massachusetts e CUNY.

## Progetto ed ubicazione
L'ACT è un telescopio gregoriano con uno specchio primario da sei metri e uno secondario da due metri; entrambi gli specchi sono segmentati, consistendo di 71 pannelli d'alluminio primari e 11 secondari.
A differenza della maggior parte dei telescopi che seguono la rotazione del cielo durante l'osservazione, ACT osserva una striscia di cielo, tipicamente larga cinque gradi, scansionando avanti e indietro nell'azimuth al tasso di due gradi al secondo.
La parte rotante del telescopio pesa circa 32 tonnellate, ciò ha creato una sfida ingegneristica notevole. Uno schermo attorno al telescopio minimizza la contaminazione della radiazione a microonde emessa dal suolo.
Nel programma corrente di esplorazione, l'ACT mapperà circa 200 gradi quadrati di cielo.
Dato che il vapore acqueo atmosferico emette radiazioni a microonde che alterano le misure della radiazione cosmica di fondo, il telescopio beneficia della sua posizione ad alta quota, luogo secco, sulle Ande, nel deserto Atacama.